# Jan Szopa-Skórkowski
Jan Szopa-Skórkowski – polski biochemik, dr hab. nauk biologicznych, profesor zwyczajny Zakładu Biochemii Genetycznej Wydziału Biotechnologii Uniwersytetu Wrocławskiego Katedry Genetyki, Hodowli Roślin i Nasiennictwa Wydziału Przyrodniczego i Technologicznego Uniwersytetu Przyrodniczego we Wrocławiu i Instytutu Genetyki Roślin Polskiej Akademii Nauk.

## Życiorys
W 1990 r. uzyskał tytuł profesora nauk biologicznych. Pracował w Instytucie Biochemii i Biologii Molekularnej na Wydziale Nauk Przyrodniczych Uniwersytetu Wrocławskiego, w Instytucie Genetyki Roślin PAN oraz w Zakładzie Biochemii Genetycznej na Wydziale Biotechnologii Uniwersytetu Wrocławskiego (gdzie był kierownikiem).
Członek Komitetu Biotechnologii Polskiej Akademii Nauk.
Wynalazkiem profesora Szopy są opatrunki z tkaniny lnianej, wynalazek zdobył liczne nagrody, m.in. nagrodę premiera.